# カリン・ドレイヤー
カリン・ドレイヤー（Kalin Dreyer , 1987年8月27日 - ）は南アフリカ共和国出身の野球選手。
ポジションは投手。右投右打。荒削りながらも威力のある速球を武器とする速球派投手で、かつてはジョージア州のジョージア・ペリメーター大学でプレーしていた
2006年のWBCでは南アフリカ代表に選出された が、登板機会はなかった。